# Karel Leysen
Karel Leysen (Farciennes, 4 agosto 1925 – Coristanco, 10 gennaio 2007) è stato un ciclista su strada belga.
Professionista dal 1945 al 1953 fu campione nazionale nel 1942 nella prova in linea.
Anche suo fratello Jean Baptiste Leysen (1913-1981) era un pilota professionista.
Numerosi i suoi successi nelle kermesse e nei criterium tipici del Belgio.

## Palmarès
- 1947

Tielt-Anversa Tielt
- 1948

Ronde van Limburg
Bruxelles-Sint-Truiden
- 1950

Gand-Bruxelles
- 1951

Gullegem Koerse

### Altri successi
- 1949

Criterium di Lovendegem
Kermesse di Meise
- 1950

Kermesse di Nederbrakel
Kermesse di Borgerhout

## Piazzamenti

### Classiche monumento
- Giro delle Fiandre

1948: 15º
1948: 26º
1949: 42º
1950: 47º
- Parigi-Roubaix

1948: 32º
1949: ritirato
- Liegi-Bastogne-Liegi

1949: 11º